# Hariono
Hariono (sinh ngày 2 tháng 10 năm 1985) là một cầu thủ bóng đá người Indonesia hiện tại thi đấu cho Persib Bandung ở vị trí tiền vệ phòng ngự.

## Đời sống cá nhân
Ngày 12 tháng 10 năm 2014, Hariono kết hôn.

## Bàn thắng quốc tế
| # | Thời gian                | Địa điểm                                   | Đối thủ   | Bàn thắng | Kết quả | Giải đấu |
| - | ------------------------ | ------------------------------------------ | --------- | --------- | ------- | -------- |
| 1 | ngày 22 tháng 8 năm 2011 | Sân vận động Manahan, Surakarta, Indonesia | Palestine | 1–1       | 4-1     | Giao hữu |

## Danh hiệu

### Câu lạc bộ
Persib Bandung
Vô địch
- Indonesia Super League: 2014

### Đội tuyển quốc gia
Indonesia
Vô địch
- Indonesian Independence Cup: 2008